# Herrschaft Schellenberg

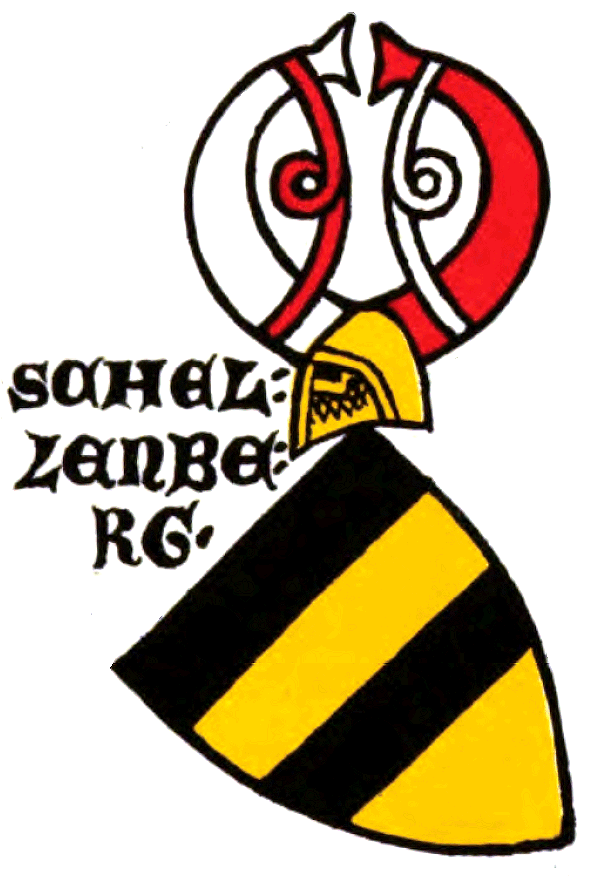
Schellenberger Wappen

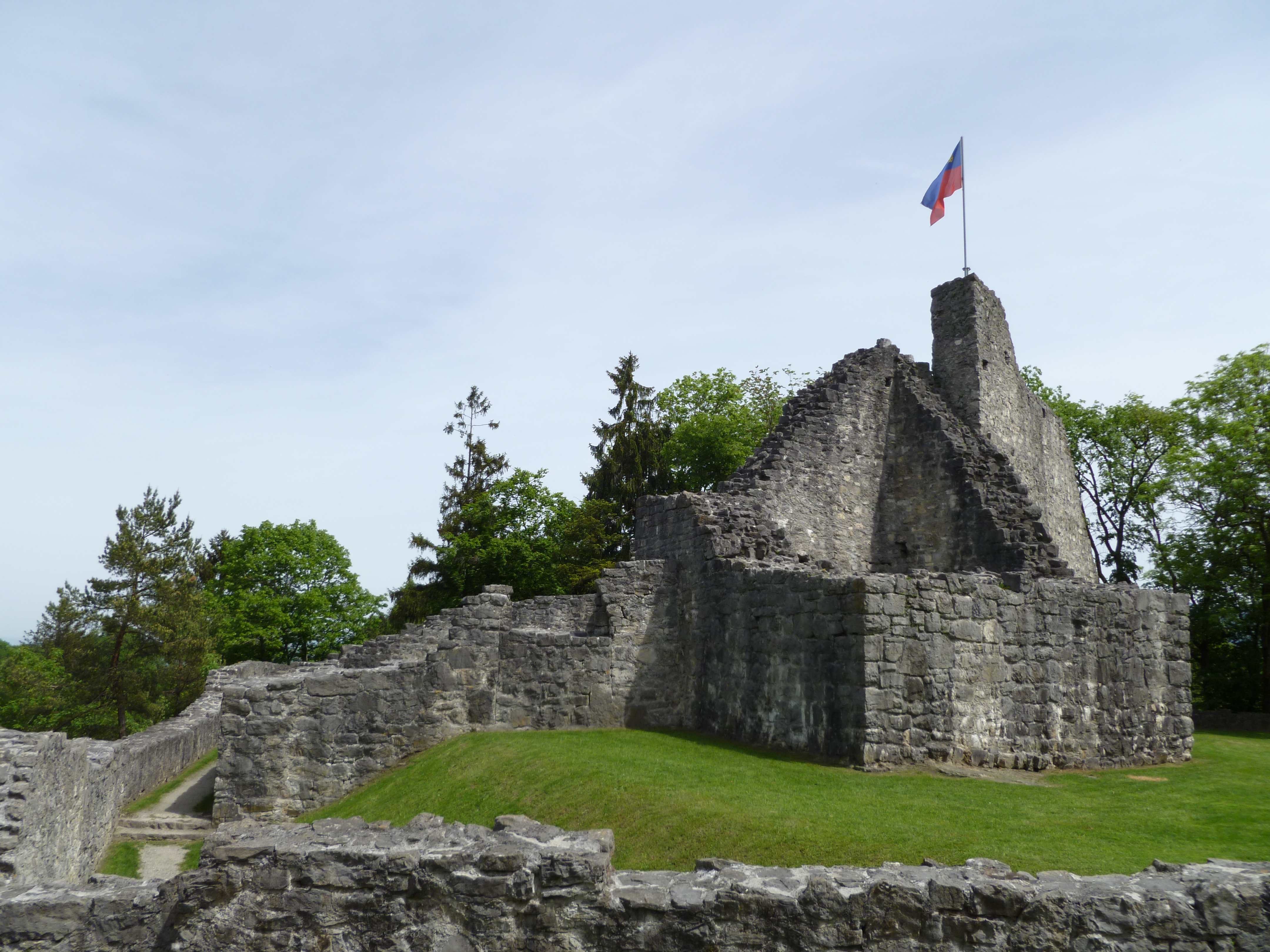
Burgruine Neu-Schellenberg

Die Herrschaft Schellenberg war ein Territorium im Heiligen Römischen Reich um den Ort Schellenberg, das heute im Fürstentum Liechtenstein liegt und etwa dem Unterland sowie dem Wahlkreis Unterland für Wahlen zum Landtag entspricht. Die nördlich der Grafschaft Vaduz liegende Herrschaft Schellenberg wurde 1699 durch die Liechtensteiner erworben.
Die Herrschaft trug den Namen nach den Burgen Alt- und Neu-Schellenberg, woher auch das Adelsgeschlecht Schellenberg stammte.